# Dietmar Bär

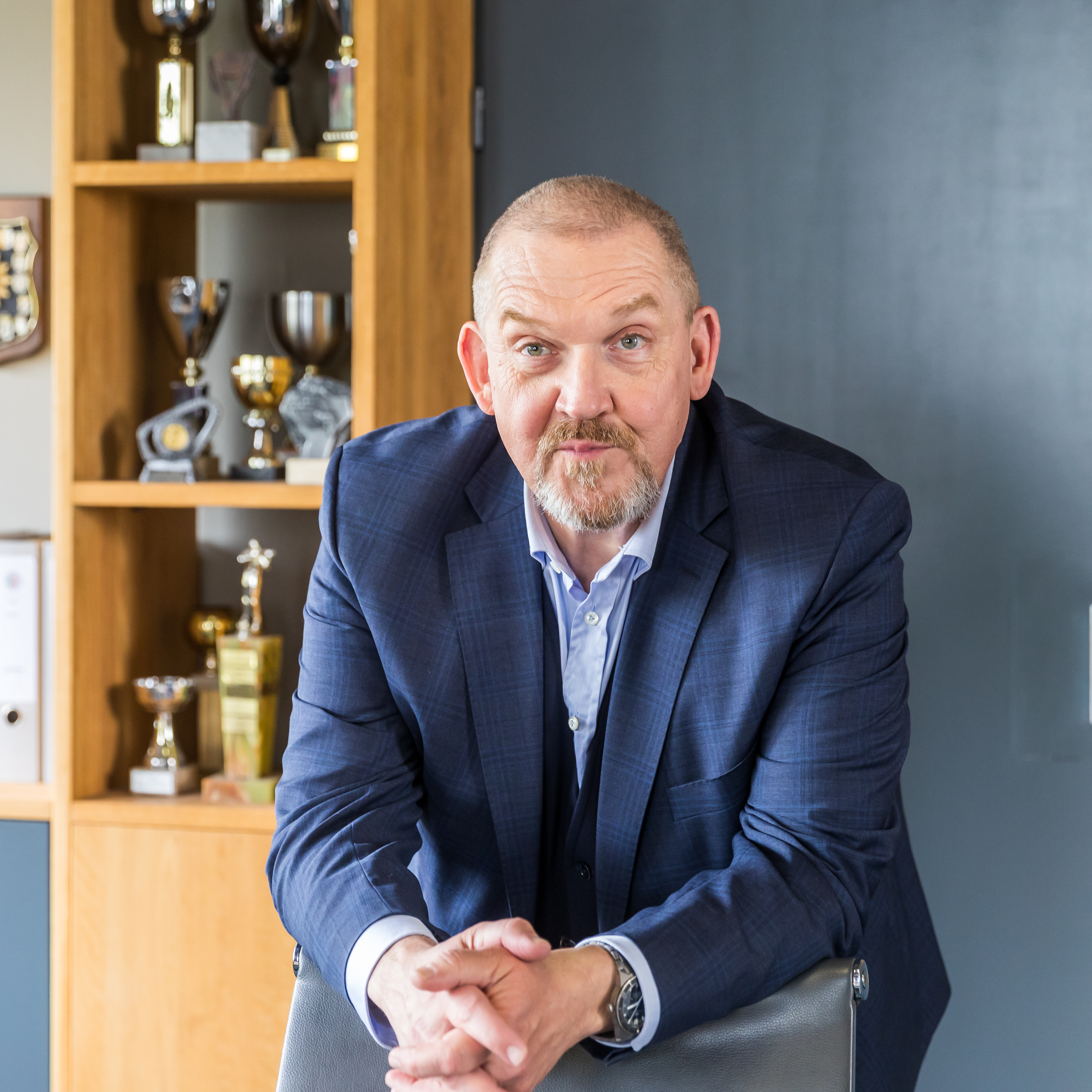
Dietmar Bär, 2023

Dietmar Bär (* 5. Februar 1961 in Dortmund) ist ein deutscher Schauspieler sowie Synchron- und Hörbuchsprecher. Er wurde vor allem in der Rolle des Ermittlers Freddy Schenk in der WDR-Ausgabe des Tatorts bekannt.

## Leben und Karriere
Dietmar Bär wurde als Sohn des Fleischers Leo Bär und seiner Frau Marita, geb. Wiemer, in Dortmund geboren. 1981 absolvierte er das Abitur am Dortmunder Leibniz-Gymnasium. Während seiner Schulzeit wurde er Mitglied der SDAJ. Schon früh fiel er durch sein schauspielerisches Talent in verschiedenen Schultheaterprojekten auf. Kurzfristig wurde er Sänger der Dortmunder Punkband Planlos durch die 80er. Seine Ausbildung als Schauspieler absolvierte er von 1982 bis 1985 an der Westfälischen Schauspielschule Bochum.
1984 gab Bär sein Filmdebüt in der Rolle des einsamen und cleveren Franz in Dominik Grafs Treffer. Im selben Jahr war er als Hooligan Ernst des MSV Duisburg in dem Tatort Zweierlei Blut zu sehen. In der Filmkomödie Männer von Doris Dörrie spielte er 1985 die Nebenrolle des Lothar. Ebenfalls 1985 folgte ein Engagement am Landestheater Tübingen. Von 1988 bis 1990 sowie von 1992 bis 1994 trat er an den Wuppertaler Bühnen auf. Von 1990 bis 1996 war er an der Seite von Willy Millowitsch als Kriminalkommissar Michael „Mike“ Döpper in der sechsteiligen ARD-Krimiserie Kommissar Klefisch zu sehen. Von 1994 bis 1996 spielte er innerhalb der Fernsehreihe Ärzte den Sportarzt Conny Knipper. Seit 1997 verkörpert er den Kölner Tatort-Kommissar Freddy Schenk, der an der Seite von Max Ballauf, gespielt von Klaus J. Behrendt, ermittelt. 2004 übernahm er in Jobst Oetzmanns Tragikomödie Drechslers zweite Chance die Rolle des Dortmunder Abschleppunternehmers Sebastian Drechsler.
Bei den Gandersheimer Domfestspielen spielte er im Sommer 2007 und 2008 den Dorfrichter Adam in Kleists Der zerbrochne Krug. Seit 2010 spielt Dietmar Bär am Schauspielhaus Bochum im Stück Eisenstein den Vinzenz Hufnagel (alt) und Lothar. Als Sprecher hat Dietmar Bär verschiedene Autoren, unter anderem Mo Hayder, Håkan Nesser, Jacques Berndorf, Thomas Krüger und Stieg Larsson, als Hörbuch gelesen. Seit 2023 sind er als Sprecher und Stefan Weinzierl als Schlagzeuger in Heinrich Bölls Nicht nur zur Weihnachtszeit als Lesung mit Schlagwerkmusik zu hören. 

### Privates
Bär ist Mitglied im Bundesverband Schauspiel.
Seit dem 15. April 2009 ist Dietmar Bär mit Maren Geißler verheiratet. Dietmar Bär ist bekennender Fan des Fußballvereins Borussia Dortmund, was auch auf die Rolle des Freddy Schenk in die Handlung der Kölner Tatorte übertragen wurde.

## Soziales Engagement
Gemeinsam mit dem Berliner Verein pro futura setzt sich Bär für Zukunftsperspektiven von Jugendlichen und Langzeitarbeitslosen ein. Außerdem gründete er mit Mitgliedern des Tatort-Teams 1998 den Verein Tatort – Straßen der Welt e. V., der sich für philippinische Straßenkinder einsetzt und der auf die viel beachtete Tatort-Folge Manila aus dem Jahr 1998 zurückgeht, die das Schicksal philippinischer Straßenkinder und Kindesmisshandlung thematisierte. Für dieses Engagement erhielt er von Kinderlachen e. V. gemeinsam mit Klaus J. Behrendt den KIND-Award. Regelmäßig tourt er mit dem irischen Pater Shay Cullen, der sich auf den Philippinen um Straßenkinder kümmert, durch Deutschland und wirbt für fairen Handel als Erfolgskonzept gegen Armut und Benachteiligung der Menschen auf den Philippinen und andernorts.
Außerdem engagiert sich Bär für die Deutsche Knochenmarkspenderdatei, so zum Beispiel mittels Plakatwerbung. Mit weiteren Tatort-Schauspielern setzt er sich zudem für die Opfer von Kriminalität ein und unterstützt den Weißen Ring im Rahmen einer Kampagne.
Auf Vorschlag der SPD-Landtagsfraktion in Nordrhein-Westfalen war Bär Mitglied der 17. Bundesversammlung.

## Filmografie (Auswahl)

### Kino
- 1984: Treffer
- 1985: Der Formel Eins Film
- 1985: Männer
- 1996: Wer hat Angst vorm Weihnachtsmann?
- 1998: Das Mambospiel
- 1998: Kai Rabe gegen die Vatikankiller
- 2002: Was nicht passt, wird passend gemacht
- 2003: Männer wie wir
- 2010: Vorstadtkrokodile 2
- 2020: Gott, du kannst ein Arsch sein!

### Fernsehen
- 1984: Tatort: Zweierlei Blut
- 1986, 1994: Der Fahnder (verschiedene Rollen, 2 Folgen)
- 1987: Eine geschlossene Gesellschaft
- 1987: Dortmunder Roulette
- 1988: Tatort: Ausgeklinkt
- 1990–1996: Kommissar Klefisch (Sechsteiler)
- 1990: Leo und Charlotte (Sechsteiler)
- 1990–1992: Blank, Meier, Jensen
- 1994–1996: Sportarzt Conny Knipper (Vierteiler)
- 1994: Der Mann mit der Maske
- 1994: Nadja – Heimkehr in die Fremde
- 1995: A.S. – Gefahr ist sein Geschäft (Folge Der Serienkiller)
- 1995: Evelyn Hamanns Geschichten aus dem Leben (Folge Der Wasserhahn)
- 1996: Leben in Angst (Zweiteiler)
- 1996: Ein Vater sieht rot
- 1997: Durch Dick und Dünn
- seit 1997: Tatort → siehe Ballauf und Schenk
- 1998: Das Gelbe vom Ei
- 1999: Ganz unten, ganz oben
- 2000: Nie mehr zweite Liga
- 2000: Pest – Die Rückkehr
- 2002: Der gestohlene Mond
- 2004: Drechslers zweite Chance
- 2004: Mutter aus heiterem Himmel
- 2004: Die Ferienärztin: Provence
- 2005: Löwenzahn (Folge 198–200)
- 2005: Löwenzahn – Die Reise ins Abenteuer
- 2006: Der Untergang der Pamir
- 2007: Theo, Agnes, Bibi und die anderen
- 2008: Tischlein deck dich (ARD-Märchenfilmreihe Sechs auf einen Streich)
- 2009: Fasten à la Carte
- 2010: Nachtschicht – Das tote Mädchen
- 2011: Kehrtwende
- 2012: Pastewka
- 2014: Die Pilgerin (Zweiteiler)
- 2015: Große Fische, kleine Fische
- 2016: Das Sacher
- 2018: Für meine Tochter
- seit 2018: Ein Fall für Dr. Abel
  - 2018: Zersetzt
  - 2019: Zerschunden
- 2021: Ein Hauch von Amerika
- 2022: Ein Taxi zur Bescherung
- 2023: Das Traumschiff: Walvis Bay

### Als Synchronsprecher
- 2006: Oh, wie schön ist Panama (Sprecher Kleiner Bär)
- 2015: Alles steht Kopf (Inside Out, Synchronstimme für Frank Oz als Wächter Dave)
- 2016: Pets (The Secret Life of Pets, Synchronstimme)
- 2019: Wickie und die starken Männer: Das magische Schwert (Synchronstimme)

### Gastauftritte
- 2015 bis 2025: insgesamt 11 Gastauftritte bei Wer weiß denn sowas?, davon eine XXL-Ausgabe

## Hörbücher (Auswahl)
- 2000: Der Vogelmann von Mo Hayder, BMG Wort Köln, ISBN 978-3-89830-120-6, gekürzt, 4 CDs, 273 Min.
- 2004: Echo einer Winternacht von Val McDermid, Lübbe Audio Bergisch Gladbach, ISBN 978-3-7857-1440-9, gekürzt, 5 CDs, 354 Min.
- 2006: Der Hund von Ballard von Ludovic Roubaudi, 2 CDs
- 2006/2018: Das Boot von Lothar-Günther Buchheim,  Random House Audio (gekürzte Version)
- 2007: Kim Novak badete nie im See von Genezareth von Håkan Nesser, Random House Audio Köln, ISBN 3-86604-753-3
- 2007: Aus Dr. Klimkes Perspektive von Håkan Nesser, Random House Audio Köln, gekürzt, 4 CDs 289 Min., ISBN 978-3-86604-497-5
- 2008: Keeper von Mal Peet.
- 2008: Ritualmord von Mo Hayder, Random House Audio Köln, gekürzt 6 CDs 420 Min., ISBN 978-3-86604-913-0
- 2008: Moor des Vergessens von Val McDermid, Argon Verlag Berlin, ISBN 978-3-86610-445-7, 6 CDs, 463 Min.
- 2009: Millennium-Trilogie von Stieg Larsson, Random House Verlag, ISBN 978-3-8371-0946-7
- 2011: Törtel, die Schildkröte aus dem McGrün von Wieland Freund, Sauerländer audio, ISBN 978-3-8398-4505-9
- 2011: Grimms Märchen von Brüder Grimm, Sauerländer audio, ISBN 978-3-8398-4661-2 (die Erzählung Das tapfere Schneiderlein)
- 2011: Schrecklich amüsant – aber in Zukunft ohne mich von David Foster Wallace
- 2011: Agent 6 von Tom Rob Smith, Lübbe Audio, Bergisch Gladbach, ISBN 978-3-86717-784-9, gekürzt, 8 CDs, 600 Min
- 2011: Die Perspektive des Gärtners von Håkan Nesser, Random House Verlag, ISBN 3-8371-0882-1
- 2011: Wie ich meine Tage und Nächte verbringe von Håkan Nesser, Random House Audio, ISBN 978-3-8371-1258-0 (Wunderbare Weihnachtsmorde)
- 2012: Törtel und der Wolf von Wieland Freund, Sauerländer audio, ISBN 978-3-8398-4658-2
- 2012: Törtel und Nummer 3 von Wieland Freund, Sauerländer audio, ISBN 978-3-8398-4646-9
- 2012: Mitwirkung als Leopold Bloom in Ulysses nach James Joyce, Der Hörverlag, München 2012, ISBN 978-3-86717-846-4
- 2013: Achtung, hier kommt Lotta! von Daniel Napp, Sauerländer audio, ISBN 978-3-8398-4616-2
- 2013: Andersens Märchen von Hans Christian Andersen, Sauerländer audio, ISBN 978-3-8398-4502-8 (die Erzählungen Des Kaisers neue Kleider und Die Nachtigall)
- 2013: Robbi, Tobbi und das Fliwatüüt, von Boy Lornsen, erschienen im Silberfisch Verlag (Hörbuch Hamburg) .
- 2014: Die schwarzen Brüder von Lisa Tetzner, Sauerländer audio, ISBN 978-3-8398-4670-4
- 2015: Verschwörung: Millennium 4 von David Lagercrantz, Random House Audio, ISBN 978-3-8371-3135-2
- 2015: Nicht frei von Sünde von Benjamin Black, Lübbe Audio, ISBN 978-3-7857-3360-8
- 2016: Gangsta-Oma von David Walliams, Argon Sauerländer audio, ISBN 978-3-8398-4720-6
- 2017: Ayda, Bär und Hase von Navid Kermani, Sauerländer audio, ISBN 978-3-8398-4876-0
- 2018: Die Sockenfresser von Pavel Srut, Sauerländer audio, ISBN 978-3-8398-4908-8
- 2018: Oh, Verzeihung, sagte die Ameise von Josef Guggenmos, Sauerländer audio, ISBN 978-3-8398-4923-1
- 2020: Ganz nebenbei: Autobiographie von Woody Allen, Random House Audio, ISBN 978-3-8371-5405-4
- 2020: Familie von Stibitz – Der Riesenlolli-Raub von Anders Sparring und Per Gustavsson, Sauerländer audio, ISBN 978-3-8398-4215-7
- 2020: Familie von Stibitz – Die Ganoven-Omi von Anders Sparring und Per Gustavsson, Sauerländer audio, ISBN 978-3-8398-4216-4
- 2020: Familie von Stibitz – Ein hundsgemeiner Polizist von Anders Sparring und Per Gustavsson, Sauerländer audio, ISBN 978-3-8398-4977-4
- 2021: Familie von Stibitz – Auf Golddiamanten-Jagd von Anders Sparring und Per Gustavsson, Sauerländer Audio (Argon Verlag), ISBN 978-3-8398-4989-7
- 2021: Das Nest von Katrine Engberg, der Audio Verlag, ISBN 978-3-7424-2012-1
- 2021: Schach unter dem Vulkan von Håkan Nesser, der Hörverlag, ISBN 978-3-8445-4237-0 (Hörbuch-Download)
- 2021: Ein Fall für Katzendetektiv Ra – Das verschwundene Amulett von Amy B. Greenfield, Sauerländer Audio (Argon Verlag), ISBN 978-3-8398-4996-5

- 2022: Ein Fall für Katzendetektiv Ra – Der große Grabraub von Amy Butler Greenfield (Katzendetektiv Ra 2), Sauerländer Audio (Argon Verlag), ISBN 978-3-8398-4997-2
- 2022: Du sollst nicht morden (Der Rabbi und der Kommissar 1), der Hörverlag, ISBN 978-3-8371-6237-0
- 2022: Ein Fall für Katzendetektiv Ra – Die Suche nach Pharaos Sohn von Amy Butler Greenfield (Katzendetektiv Ra 3), Sauerländer Audio (Argon Verlag), ISBN 978-3-8398-4406-9
- 2022: Gangsta-Oma schlägt wieder zu von David Walliams, Argon Verlag & BookBeat, ISBN 978-3-8398-4293-5
- 2023: Du sollst nicht begehren von Michel Bergmann, der Hörverlag & Audible, ISBN 978-3-8371-6269-1
- 2023: Gentleman über Bord von Herbert Clyde Lewis, der Hörverlag, ISBN 978-3-8371-6701-6
- 2024: Drei Wasserschweine brennen durch von Matthäus Bär, Argon Verlag, ISBN 978-3-8398-4318-5
- 2025: Es rappelt in der Kiste. Der Friedhofsgärtner ermittelt von Thomas Krüger, Schall & Wahn/der Hörverlag, ISBN 978-3-8371-6926-3

## Auszeichnungen
- 1986: Deutscher Darstellerpreis Chaplin-Schuh des Bundesverband deutscher Film- und Fernsehregisseure in Deutschland e. V. als bester Nachwuchsschauspieler
- 2000: Deutscher Fernsehpreis (Kategorie: Bester Darsteller in einer Serie) für die Rolle des Freddy Schenk im Tatort (WDR)
- 2007: KIND-Award von Kinderlachen e. V. für sein Engagement im Tatort – Straßen der Welt e. V.
- 2011: hr2-Hörbuchbestenliste für das Hörbuch Törtel, die Schildkröte aus dem McGrün
- 2011: 1Live Krone (Sonderpreis für WDR-Tatorte aus Münster und Köln)
- 2012: Goldene Kamera als bester Schauspieler für Kehrtwende
- 2012: Leipziger Lesekompass für das Hörbuch Törtel, die Schildkröte aus dem McGrün
- 2012: hr2-Hörbuchbestenliste für das Hörbuch Törtel und Nummer 3
- 2012: Robert-Geisendörfer-Preis für Kehrtwende (Kategorie Fernsehen)
- 2014: hr2-Hörbuchbestenliste für das Hörbuch Die Schwarzen Brüder
- 2015: Verdienstorden des Landes Nordrhein-Westfalen
- 2016: hr2-Hörbuchbestenliste für das Hörbuch Gangsta-Oma
- 2018: Goldener Winzer der Stadt Bad Dürkheim
- 2018: Rheinlandtaler, zusammen mit Klaus J. Behrendt[12]
- 2021: Ehrenring der Stadt Bochum[13]